# Michael Cunningham
Michael Cunningham (Cincinnati, 6 de Novembro de 1952) é um escritor norte-americano que ficou conhecido pelo seu romance de 1998, As Horas, pelo qual ganhou o Prémio Pulitzer para ficção e que foi adaptado, em 2002, para o cinema.

## Vida e Carreira
Cunningham nasceu em Cincinnati, Ohio, e cresceu em Pasadena, California. Estudou Literatura Inglesa na Universidade de Stanford, onde se graduou. Mais tarde, foi premiado com o Master of Fine Arts (Mestre das belas artes), graduação do Workshop de escritores de Iowap. Enquanto estudava em Iowa, teve algumas histórias publicadas na Atlantic Monthly e na Paris Review. A sua história "White Angel" (Anjo Branco), do seu romance A Home at the End of the World (Uma casa no fim do mundo) foi incluída no "The Best American Short Stories, 1989," (Os melhores contos norteamericanos) publicado por Houghton Mifflin.
Em 1993, recebeu uma Bolsa Guggenheim, em 1995 recebeu o Prémio Whiting e em 1998 foi-lhe atribuída uma Bolsa do Fundo Nacional para as Artes.  Cunningham leciona no Centro de Trabalho das Belas Artes em Provincetown, Massachusetts e no Programa MFA daFaculdade de Brooklyn.
Apesar de Cunningham ser gay e estar com o mesmo parceiro há 18 anos, o psicanalista e artista Ken Corbett, ele não gosta de ser chamado apenas de "escritor gay", de acordo com um artigo da PlanetOut porque, enquanto ser gay exerce grande influência no seu trabalho, ele sente que isso não é (e não deve ser) a característica que o define.
As Horas estabeleceu Cunningham como um dos mais fortes escritores norteamericanos, e o seu romance mais recente, Specimen Days, foi igualmente bem recebido pelas críticas norteamericanas . Cunningham editou um livro de poesia e prosa de Walt Whitman, Laws for Creations, e foi co-escritor, com Susan Minot, de uma adaptação televisiva do romance de Minot, Evening. Ele também é produtor do filme de 2007, Evening, que estrelou com Glenn Close, Toni Collette, e Meryl Streep.

## Bibliografia

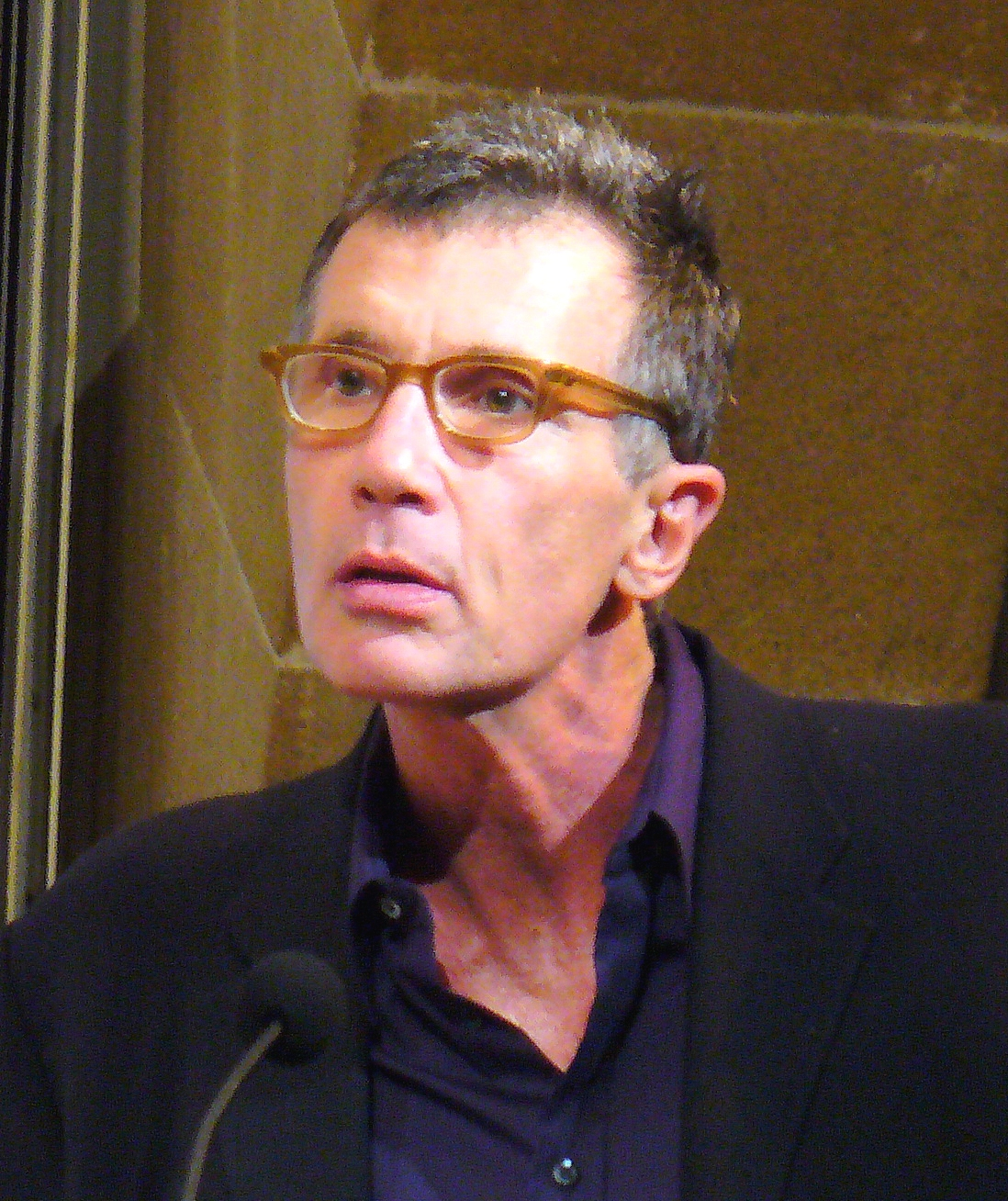
Cunningham lendo em um tributo à W. H. Auden em Nova Iorque.

### Romances
- 1984 Golden States
- 1990 Uma Casa No Fim Do Mundo
- 1995 Laços de Sangue
- 1998 As Horas - Prémio PEN/Faulkner de Ficção (1999)
- 2005 Dias Exemplares
- 2010 Ao Anoitecer
- 2015 A Rainha da Neve

### Não-ficção
- 2002 Lands End: A Walk in Provincetown

### Adaptações
- 2002 As Horas / The Hours
- 2004 Uma Casa No Fim Do Mundo
- 2007 Ao Entardecer

### Contribuições
- 2000 Drawn By The Sea (texto para exibição em catálogo; 110 cópias assinadas)
- 2001 The Voyage Out de Virginia Woolf (Edição Clássicos da Livraria Moderna) (Introdução)
- 2001 I Am Not This Body: The Pinhole Photographs of Barbara Ess (Texto)
- 2004 Washington Square de Henry James (Edição Signet Classics) (Epílogo)
- 2004 Death In Venice de Thomas Mann (nova tradução de Michael Henry Heim) (Introdução)
- 2006 Laws for Creations, Poemas de Walt Whitman (Edição e introdução)
- 2007 a Memory, a Monologue, a Rant, and a Prayer editado por Eve Ensler]] e Mollie Doyle (Short Story, The Destruction Artist)

## Prêmios e Realizações
- "White Angel" foi incluído em 1989 no Best American Short Stories.
- "Mr. Brother" foi incluído em 1999 no O. Henry Prize Stories.

Com As Horas, Cunningham foi premiado com:
- Prémio Pulitzer para ficção - 1999
- Prémio PEN/Faulkner de Ficção - 1999
- Prêmio de livros de temática GLBTT - 1999